# Департаментский архив Ду
Департаментский архив Ду — архив в департаменте Ду, создан в 1795 году. Находится в здании со стеклянными фасадами на улице Марка Блока в районе Плануаз, в коммуне Безансон с 1986 года.

## Содержание архива
По состоянию на 2007 год архив содержал примерно 11000 томов в переплёте, включая периодические издания в переплёте; 520 текущих периодических изданий; 5000 диссертаций; 5000 государственных документов; 900 карт; 1000 микроформ; 5 фонограмм; 40 цифровых носителей данных; 530 электронных журналов, рукописей, кодексов и инкунабул.
В здании расположено около 25 км документов, среди которых записи актов гражданского состояния, десятилетние таблицы (обобщающие записи актов гражданского состояния каждые десять лет), реестры нотариусов, больниц, также частные документы местного значения. Самый старый документ, хранящийся в архиве, датируется 944 годом. Это акт, согласно которому Жерфруа, архиепископ Безансона, обменял землю на церковь Реньи.
11 ноября 2020 года был запущен исследовательский Интернет-портал с упрощённым доступом к миллиону оцифрованных изображений. Ответственными за проект были директор архива Натали Рожо, замдиректора Обен Леруа и руководитель отдела обработки Эрик Фруассар.

## Задачи
Задачами департаментского архива являются сбор, классификация и инвентаризация, хранение и реставрация документов для создания долгосрочного архивного наследия департамента; предоставление оригиналов архивных документов общественности в читальных залах и оцифрованных файлов в Интернете; популяризация наследия и истории департамента (конференции, выставки, публикации, посещение школ и т. д.). Ведомство регулярно проводит экскурсии, выставки и семинары для учащихся младших и средних классов, а также участвует в программе межбиблиотечного абонемента.

## Интернет-ссылки
- Accueil des scolaires (фр.). portail-archives.doubs.fr. Дата обращения: 13 июня 2023.
- Archives départementales — Doubs (фр.). Service public. Дата обращения: 13 июня 2023. Архивировано 13 июня 2023 года.
- Brunnarius Isabelle. Voyage au pays des archives départementales du Doubs (фр.). France 3 Bourgogne (20 ноября 2016). Дата обращения: 13 июня 2023. Архивировано 24 ноября 2019 года.
- Doubs – Un nouvel portail de recherche pour les Archives départementales (фр.). Diversions Magazine (17 января 2021). Дата обращения: 13 июня 2023. Архивировано 23 мая 2022 года.
- Mise en ligne du portail des Archives du Doubs (фр.). Naoned. Дата обращения: 13 июня 2023. Архивировано 17 мая 2022 года.